# Bredbo River
Bredbo River är ett vattendrag i Australien. Det ligger i delstaten New South Wales, i den sydöstra delen av landet, omkring 300 kilometer sydväst om delstatshuvudstaden Sydney.
Trakten runt Bredbo River består i huvudsak av gräsmarker. Runt Bredbo River är det mycket glesbefolkat, med 2 invånare per kvadratkilometer. Genomsnittlig årsnederbörd är 1 039 millimeter. Den regnigaste månaden är februari, med i genomsnitt 158 mm nederbörd, och den torraste är juli, med 16 mm nederbörd.